# Myioborus
Myioborus is een geslacht van zangvogels uit de familie Amerikaanse zangers (Parulidae).

## Soorten
Het geslacht kent de volgende soorten:
- Myioborus albifacies – Witwangzanger
- Myioborus albifrons – Witvoorhoofdzanger
- Myioborus brunniceps – Bruinkapzanger
- Myioborus cardonai – Cardonazanger
- Myioborus castaneocapillus – Tepuizanger
- Myioborus flavivertex – Geelkruinzanger
- Myioborus melanocephalus – Brilzanger
- Myioborus miniatus – Meniezanger
- Myioborus ornatus – Zwartoorzanger
- Myioborus pariae – Geeloogzanger
- Myioborus pictus – Roodbuikzanger
- Myioborus torquatus – Halsbandzanger
- Myioborus castaneocapilla – Tepuizanger